# Paya Rangkuluh
Paya Rangkuluh is een bestuurslaag in het regentschap Bireuen van de provincie Atjeh, Indonesië. Paya Rangkuluh telt 524 inwoners (volkstelling 2010).